# Finnische Snooker-Meisterschaft
Die finnische Snooker-Meisterschaft ist ein nationaler Wettbewerb zur Ermittlung des finnischen Meisters in der Billardvariante Snooker, der seit 1989 jährlich ausgetragen wird. Rekordsieger mit 15 Titeln ist Robin Hull.

## Geschichte
Die erste Ausgabe des Turniers wurde vom Verband Suomen Biljardiliitto (SBiL) 1989 ausgetragen und von Ari Järvinen gewonnen. Von 1990 bis 1994 gab es neben der SBiL-Meisterschaft auch eine eigene Meisterschaft des Suomen Snookerliiton (SSL). Nachdem Järvinen seinen SBiL-Titel zunächst zweimal verteidigen konnte, gewannen 1992 Matti Vanhala sowie 1993 und 1994 Mika Karhu ihre einzigen Meistertitel. Bei der SSL-Meisterschaft gewann Jyri Virtanen das erste Finale, bevor Robin Hull von 1991 bis 1993 dreimal siegte. Den letzten SSL-Titel gewann 1994 Esa Kaikumaa. Im Jahr darauf wurden die beiden Meisterschaften vereinigt und Risto Väyrynen besiegte Ari Ratinen mit 5:3. Väyrynen gelang ein Jahr später die Titelverteidigung des Wettbewerbs, diesmal besiegte er Kimmo Lång mit 5:3. 1997 gewann Hull zum vierten Mal und wurde damit zum Rekordsieger. 1998 konnte Jyri Virtanen seinen zweiten Titelgewinn perfekt machen, ein Jahr später gewann auch Esa Kaikumaa den Titel zum zweiten Mal. Zwischen 2000 und 2003 konnte Ville Pasanen jährlich Turniersieger werden, erst 2004 beendete Kimmo Lång diese Siegesserie. Im Jahr 2005 duellierten sich zwei ehemalige Titelgewinner im Finale, Robin Hull besiegte Risto Väyrynen. 2005 siegte noch einmal Ville Pasanen, ehe 2007 und 2008 der Titel jeweils an Jyri Virtanen ging. Das Jahrzehnt wurde 2009 durch einen neuerlichen Finalsieg von Robin Hull abgeschlossen.
2010 gelang Hull sein siebter, 2011 sein achter Titel. Ein Jahr später konnte Kimmo Lång zum zweiten Mal gewinnen, ihm gelang ein 4:2-Sieg über Kim Laaksonen. Ein Jahr später stand Lång wieder im Finale, doch diesmal musste er sich Robin Hull geschlagen geben. Eine Neuauflage fand ein Jahr später statt, wieder gewann Hull. 2015 verlor Lång zum dritten Mal in Folge, diesmal mit 4:3 gegen Olli-Pekka Virho. 2016 standen zwei Finalneulinge im Endspiel, Pessi Lyyra besiegte Esa Oikarinen mit 4:3. 2017 gewann Patrik Tiihonen zum ersten Mal den Wettbewerb durch ein 4:0 über Olli-Pekka Virho. 2018 konnte Robin Hull seinen elften Titelgewinn feiern, er besiegte Antti Tolvanen mit 4:1. Im Jahr darauf gewann Jani Kananen seinen ersten Titel gegen Tolvanen. 2020 und 2021 gewann wieder Rekordsieger Hull. 2022 gewann Heikki Niva seinen ersten Titel, nachdem Hull im Turnierverlauf wegen einer Lebensmittelvergiftung aufgeben musste. Im Jahr darauf siegte Hull erneut und erzielte im Achtelfinale das erste Maximum Break der Turniergeschichte. 2024 gewann Hull seine fünfzehnte Meisterschaft; im Finale besiegte er wie bereits im Vorjahr Heikki Niva.

## Titelträger
| Jahr | Verband | Sieger           | Ergebnis  | Finalist          |
| ---- | ------- | ---------------- | --------- | ----------------- |
| 1989 | SBiL    | Ari Järvinen     | unbekannt | unbekannt         |
| 1990 | SBiL    | Ari Järvinen     | unbekannt | unbekannt         |
| 1990 | SSL     | Jyri Virtanen    | 5:4       | Matti Särkkä      |
| 1991 | SBiL    | Ari Järvinen     | unbekannt | unbekannt         |
| 1991 | SSL     | Robin Hull       | unbekannt | unbekannt         |
| 1992 | SBiL    | Matti Vanhala    | unbekannt | unbekannt         |
| 1992 | SSL     | Robin Hull       | 5:0       | Jyri Virtanen     |
| 1993 | SBiL    | Mika Karhu       | 5:1       | Ari Järvinen      |
| 1993 | SSL     | Robin Hull       | unbekannt | unbekannt         |
| 1994 | SBiL    | Mika Karhu       | unbekannt | unbekannt         |
| 1994 | SSL     | Esa Kaikumaa     | unbekannt | unbekannt         |
| 1995 | SBiL    | Risto Väyrynen   | 5:3       | Ari Ratinen       |
| 1996 | SBiL    | Risto Väyrynen   | 5:3       | Kimmo Lång        |
| 1997 | SBiL    | Robin Hull       | unbekannt | unbekannt         |
| 1998 | SBiL    | Jyri Virtanen    | unbek.    | Markku Hämäläinen |
| 1999 | SBiL    | Esa Kaikumaa     | unbekannt | unbekannt         |
| 2000 | SBiL    | Ville Pasanen    | unbekannt | unbekannt         |
| 2001 | SBiL    | Ville Pasanen    | 4:2       | Markku Hämäläinen |
| 2002 | SBiL    | Ville Pasanen    | 4:2       | Kimmo Lång        |
| 2003 | SBiL    | Ville Pasanen    | 4:2       | Jyri Virtanen     |
| 2004 | SBiL    | Kimmo Lång       | 5:4       | Markku Hämäläinen |
| 2005 | SBiL    | Robin Hull       | 5:4       | Risto Väyrynen    |
| 2006 | SBiL    | Ville Pasanen    | 5:2       | Markku Hämäläinen |
| 2007 | SBiL    | Jyri Virtanen    | 5:3       | Markku Hämäläinen |
| 2008 | SBiL    | Jyri Virtanen    | 4:2       | Kimmo Lång        |
| 2009 | SBiL    | Robin Hull       | 4:0       | Kimmo Lång        |
| 2010 | SBiL    | Robin Hull       | 4:0       | Janne Häkkinen    |
| 2011 | SBiL    | Robin Hull       | 4:0       | Antti Mannila     |
| 2012 | SBiL    | Kimmo Lång       | 4:2       | Kim Laaksonen     |
| 2013 | SBiL    | Robin Hull       | 5:0       | Kimmo Lång        |
| 2014 | SBiL    | Robin Hull       | 5:4       | Kimmo Lång        |
| 2015 | SBiL    | Olli-Pekka Virho | 4:3       | Kimmo Lång        |
| 2016 | SBiL    | Pessi Lyyra      | 4:3       | Esa Oikarinen     |
| 2017 | SBiL    | Patrik Tiihonen  | 4:0       | Olli-Pekka Virho  |
| 2018 | SBiL    | Robin Hull       | 4:1       | Antti Tolvanen    |
| 2019 | SBiL    | Jani Kananen     | 4:2       | Antti Tolvanen    |
| 2020 | SBiL    | Robin Hull       | 4:0       | Heikki Niva       |
| 2021 | SBiL    | Robin Hull       | 4:1       | Iiro Sirkiä       |
| 2022 | SBiL    | Heikki Niva      | 4:2       | Juha Erkinmikko   |
| 2023 | SBiL    | Robin Hull       | 4:1       | Heikki Niva       |
| 2024 | SBiL    | Robin Hull       | 4:2       | Heikki Niva       |

### Rangliste
| Platz | Spieler          | Gold | Silber | Finalteilnahmen |
| ----- | ---------------- | ---- | ------ | --------------- |
| 1     | Robin Hull       | 15   | 0      | 15              |
| 2     | Ville Pasanen    | 5    | 0      | 5               |
| 3     | Jyri Virtanen    | 4    | 2      | 6               |
| 4     | Ari Järvinen     | 3    | 1      | 4               |
| 5     | Kimmo Lång       | 2    | 7      | 9               |
| 6     | Risto Väyrynen   | 2    | 1      | 3               |
| 7     | Esa Kaikumaa     | 2    | 0      | 2               |
| 7     | Mika Karhu       | 2    | 0      | 2               |
| 9     | Heikki Niva      | 1    | 3      | 4               |
| 10    | Olli-Pekka Virho | 1    | 1      | 2               |
| 11    | Jani Kananen     | 1    | 0      | 1               |
| 11    | Pessi Lyyra      | 1    | 0      | 1               |
| 11    | Patrik Tiihonen  | 1    | 0      | 1               |
| 11    | Matti Vanhala    | 1    | 0      | 1               |